# أدولف ديتريش
أدولف ديتريش هو رسام سويسري، ولد في 9 نوفمبر 1877 في بيرلينغن في سويسرا، وتوفي بنفس المكان في 4 يونيو 1957.